# Chaumousey
Chaumousey é uma comuna francesa na região administrativa do Grande Leste, no departamento de Vosges. Estende-se por uma área de 8.71 km². Em 2010 a comuna tinha 927 habitantes (densidade: 106,4 hab./km²).